# 小菲舍峰

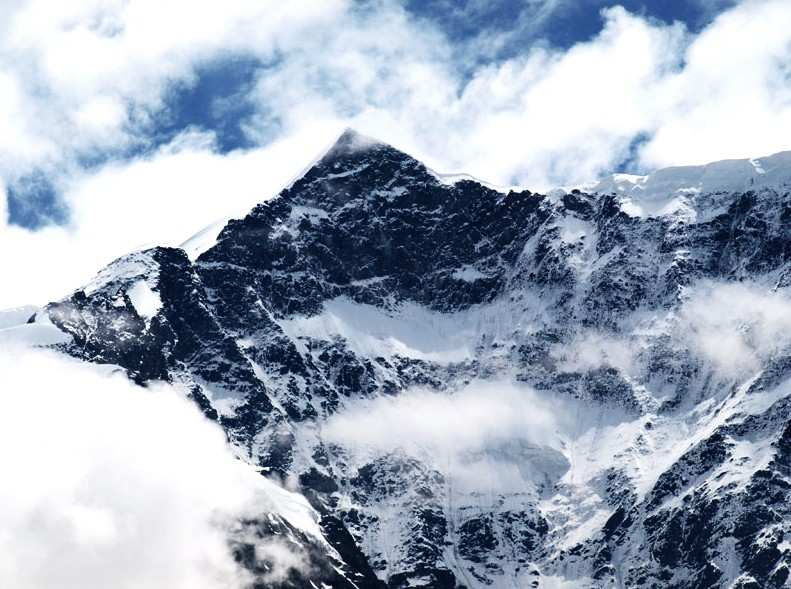

46°33′19.8″N 8°4′33.2″E / 46.555500°N 8.075889°E
小菲舍峰（德語：Kleines Fiescherhorn）是瑞士的山峰，位於該國南部，由伯恩州和瓦萊州負責管轄，屬於伯尔尼山的一部分，海拔高度3,895米，每年平均降雨量2,465毫米。

## 外部連結
- Klein Fiescherhorn on Hikr （页面存档备份，存于）